# The Nightmare of a Movie Fan
The Nightmare of a Movie Fan è un cortometraggio muto del 1915 diretto da Charles Giblyn. Sceneggiata da James Dayton, la storia ha come ambiente il mondo del cinema. Il film fu prodotto dalla Victor Film Company e aveva come interpreti Beatrice Van, Joe King, Ray Hanford e lo stesso regista, Charles Giblyn, nei panni di un sopravvalutato (dai suoi fan) divo di Hollywood.

## Trama
Beatrice è felicemente sposata con Joe, ma è una fanatica di cinema e sogna gli eroi dello schermo. Il suo preferito è Charles Le Monde, un divo di Hollywood, di cui colleziona le fotografie. Quando per lavoro Joe deve recarsi in California, Beatrice lo accompagna. Alcune amiche la invitano ad andare a visitare gli studi cinematografici dove potrà incontrare finalmente le stelle. Lì, riesce a spiare il suo idolo mentre sta girando un film. Quello che vede, però, è una delusione: qui, l'uomo dei suoi sogni non è proprio così popolare come lo è nel resto del mondo. Il regista lo sgrida, l'aiuto regista gli sbraita contro, il cameraman lo tratta con sussiego. Dopo un acceso scontro verbale con il regista, il divo se ne va, chiudendosi nel suo camerino. Beatrice ne segue i passi con il cuore spezzato. Quando riemerge, l'uomo si presenta con i vestiti stazzonati e un cappello sformato. Il culmine della delusione per la povera Beatrice viene raggiunto quando, giunto alla porta, il romantico Charles trova ad aspettarlo una donna molto poco romantica con al seguito diversi bambini malvestiti. L'infelice Beatrice, tornata a casa, mette a confronto le foto di Le Monde con quelle di Joe, suo marito. Dopo una piccola esitazione, la foto di Charles finisce nel cestino, ridotta in minuscoli pezzettini.

## Produzione
Il film fu prodotto dalla Victor Film Company.

## Distribuzione
Distribuito dalla Universal Film Manufacturing Company, il film - un cortometraggio in una bobina - uscì nelle sale statunitensi il 28 maggio 1915.